# قلعه یاکامی
قلعه یاکامی (به ژاپنی: 八上城) یک قلعه ژاپنی در ولایت تانبا بود که امروزه بقایای آن در استان هیوگو، شهر ساسایاما، هیوگو، چوئو-کو قرار دارد.